# Boris Rung

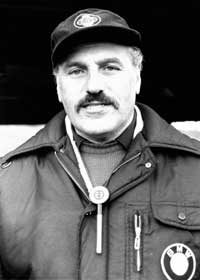
Boris Rung 1982

Boris Rung (* 16. Januar 1928 in Helsinki; † 11. Juni 2003 in Porvoo) war ein hoher finnischer Motorsport-Funktionär.
Er war Ende 1974 einer der Gründerväter der European Rallycross Association (ERA) und von 1980 bis 1985 ihr dritter Präsident, nach dem Briten Tony Tomassi und dem Niederländer Harrie Kiviet. Als Mitglied seines Automobilclubs Helsingin UA war Rung maßgeblich daran beteiligt, dass der Autosport Rallycross Mitte der 1970er auch in Finnland etabliert wurde. Seinen nationalen finnischen Verband AKK vertrat er für mehrere Jahre als aktives Mitglied der Off-Road Commission der damaligen FISA und späteren FIA, wodurch er für die Weltautomobilsporthoheit als sogenannter Observer bei einer Vielzahl internationaler Autorennen im Einsatz war.
Bei der 1000-Seen-Rallye des Jahres 1981 entging Rung als Rallye-Offizieller nur ganz knapp einem tragischen Schicksal, bei dem sein Freund und AKK-Präsident Raul Falin getötet wurde, und kam mit einem Schock davon. Der Österreicher Franz Wittmann hatte bei einem Unfall im Zielbereich der Rallye-Wertungsprüfung 4 (Ehikki) in der Nähe von Laajavuori mit seinem Audi quattro neben dem Wagen der Zeitnehmer auch die Rallye-Offiziellen Falin, Rung und den FIA-Beobachter Costas Glossotis aus Griechenland erfasst und dabei „relativ glimpflich“ einzig Raul Falin tödlich verletzt.
Boris Rung starb 2003 im Alter von 75 Jahren und hinterließ neben seiner Ehefrau eine Tochter und einen Sohn.